# Reborn (舞の曲)
「Reborn」（リボーン）は、舞の1作目のシングル。2005年12月28日にrhythm zoneよりリリース。

## 解説
舞のソロデビューシングル。セミヌードによるPVやジャケットが話題となった。カップリング曲共にXbox 360ソフトのテーマ曲となっている。

## 収録曲

### Disc1 (CD)
1. Reborn
作詞：舞 / 作曲・編曲：SiZK
フロム・ソフトウェア Xbox 360用ソフト「【eM】-eNCHANT arM-」テーマソング
フジテレビ系「HEY!HEY!HEY! MUSIC CHAMP」エンディングテーマ
2. Squair
作詞：舞 / 作曲：Jin Nakamura
フロム・ソフトウェア Xbox 360用ソフト「【eM】-eNCHANT arM-」エンディングソング
3. Reborn (Instrumental)
4. Squair (Instrumental)

### Disc2 (DVD)
1. Reborn (MUSIC VIDEO)
2. Reborn (PHOTO GALLALY)